# 费里耶尔 (芒什省)
费里耶尔（法語：Ferrières，法語發音：[fɛʁjɛʁ]）是法国芒什省的一个旧市镇，属于阿夫朗什区。2016年，费里耶尔与市镇勒泰约勒、厄塞、于松和费里耶尔合并为新的勒泰约勒。

## 地理
费里耶尔（48°32'38"N, 0°57'27"W）面积3.51 平方千米，位于法国诺曼底大区芒什省，该省份为法国西北部沿海省份，西、北、东北三面环大西洋，东起顺时针与卡爾瓦多斯省、奧恩省、马耶讷省和伊勒-维莱讷省接壤。
与费里耶尔接壤的市镇（或旧市镇、城区）包括：圣桑福里安德蒙、比艾莱蒙、图谢圣母村、勒泰约勒、比艾。

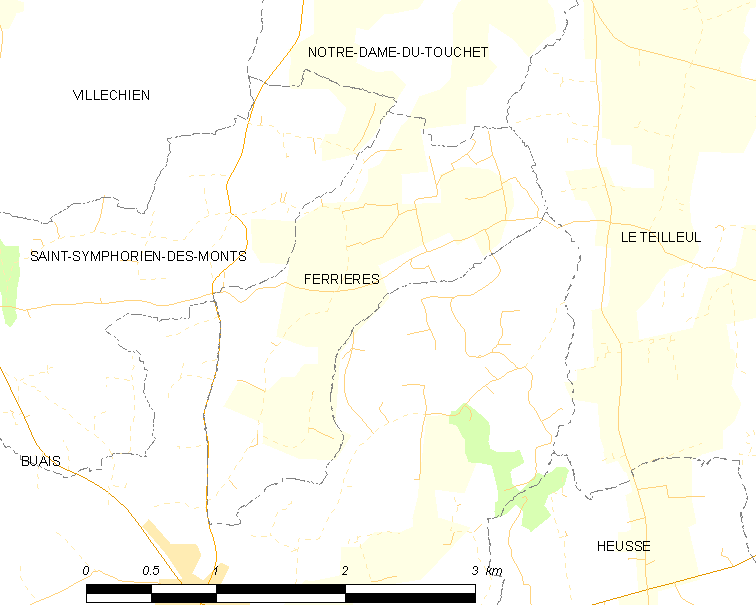
的OSM定位图

费里耶尔的时区为UTC+01:00、UTC+02:00（夏令时）。

## 行政
费里耶尔的邮政编码为50640，INSEE市镇编码为50179。

## 政治
费里耶尔所属的省级选区为勒莫尔泰奈县。

## 人口

1962-2008年间人口变化图示

费里耶尔于2018年1月1日时的人口数量为50人。